# 3945 Gerasimenko
3945 Gerasimenko è un asteroide della fascia principale. Scoperto nel 1982, presenta un'orbita caratterizzata da un semiasse maggiore pari a 3,1155742 au e da un'eccentricità di 0,2705166, inclinata di 1,83419° rispetto all'eclittica.

## Curiosità
Prende il nome dall'astronoma Svetlana Ivanovna Gerasimenko.